# Scopula uberaria
Scopula uberaria is een vlinder uit de familie spanners (Geometridae). De wetenschappelijke naam is voor het eerst geldig gepubliceerd in 1933 door Zerny.
De soort komt voor in Europa.